# Pálfi István
Pálfi István (Berettyóújfalu, 1966. szeptember 23. – Berettyóújfalu, 2006. július 15.) vállalkozó, politikus. 1998 és 2002 között Berettyóújfalu alpolgármestere, 2002 és 2004 között fideszes országgyűlési képviselő, majd haláláig az Európai Parlament tagja.

## Életpályája
A berettyóújfalui Arany János Gimnáziumban tanult, ahol 1986-ban érettségizett, majd felvételt nyert a Budapesti Közgazdaságtudományi Egyetem nemzetközi kapcsolatok szakára, ahol 1992-ben szerzett diplomát. 2002-ben a Pécsi Tudományegyetem humán szervezői szakán szerzett másoddiplomát.
Tanulás mellett, majd a közgazdasági diploma megszerzése után az idegenforgalomban helyezkedett el, 1994-ben indította első saját vállalkozását. 1996-ban felnőttképzéssel foglalkozó társas vállalkozást alapít, melynek ügyvezetői tisztségét is betöltötte. 2000-től a Biharker Kft. ügyvezető igazgatójaként működött.

### Politikai pályafutása
Korán belépett a Fideszbe, 1993-ban annak berettyóújfalui elnökévé választották. Először 1994-ben indult az országgyűlési választáson, de mandátumot nem szerzett. 1998-ban szülővárosában polgármesterjelölt, bár a városvezetői posztot nem szerzi meg, a városi képviselő-testület alpolgármesterré választotta. 1998 és 2000 között a párt Hajdú-Bihar megyei alelnöke. 1998 és 2002 között a Hajdú-Bihar Megyei Közgyűlés tagja, annak gazdasági és vagyongazdálkodási bizottságának elnöke.
A 2002-es országgyűlési választáson pártja Hajdú-Bihar megyei listájáról szerzett mandátumot. 2004-ben a Fidesz listájáról jutott be az Európai Parlamentbe, emiatt lemondott országgyűlési képviselői posztjáról. A költségvetés-ellenőrzési, a költségvetési és a regionális fejlesztési bizottság tagja volt.
Hosszan tartó, súlyos betegségben hunyt el 2006. július 15-én. Mandátumát De Blasio Antonio vette át.

## Családja
Két gyermeke született. Az özvegye építész-tervező.